# Клірвотер (округ, Айдахо)
Шаблон:StateAbbr_ 46°40′ пн. ш. 115°40′ зх. д. / 46.67° пн. ш. 115.66° зх. д.
Округ  Клірвотер (англ. Clearwater County) — округ (графство) у штаті  Айдахо, США. Ідентифікатор округу 16035.

## Історія
Округ утворений 1911 року.

## Демографія
За даними перепису 
2000 року 
загальне населення округу становило 8930 осіб, зокрема міського населення було 3815, а сільського — 5115.
Серед мешканців округу чоловіків було 4746, а жінок — 4184. В окрузі було 3456 домогосподарств, 2483 родин, які мешкали в 4144 будинках.
Середній розмір родини становив 2,84.
Віковий розподіл населення поданий у таблиці:
| Стать    | До 15 років | 15-21 | 22-29 | 30-39 | 40-49 | 50-65 | 65-85 | Понад 85 |
| -------- | ----------- | ----- | ----- | ----- | ----- | ----- | ----- | -------- |
| Чоловіки | 841         | 389   | 364   | 706   | 795   | 993   | 615   | 43       |
| Жінки    | 774         | 363   | 266   | 508   | 661   | 877   | 636   | 99       |

## Суміжні округи
- Шошоні — північ
- Мінерал, Монтана — північний схід
- Міссула, Монтана — схід
- Айдахо — південь
- Льюїс — південний захід
- Нез-Перс — південний захід
- Лейта — захід

## Виноски
1. ↑  (unspecified title) — Москва: ВИНИТИ РАН, 1964. — С. 40. — 235 с.
2. ↑  U.S. Decennial Census. United States Census Bureau. Архів оригіналу за 26 квітня 2015. Процитовано 28 червня 2014.
3. ↑  Historical Census Browser. University of Virginia Library. Архів оригіналу за 26 грудня 2013. Процитовано 28 червня 2014.
4. ↑  Population of Counties by Decennial Census: 1900 to 1990. United States Census Bureau. Архів оригіналу за 30 жовтня 2014. Процитовано 28 червня 2014.
5. ↑  Census 2000 PHC-T-4. Ranking Tables for Counties: 1990 and 2000 (PDF). United States Census Bureau. Архів оригіналу (PDF) за 18 грудня 2014. Процитовано 28 червня 2014.
6. ↑  State & County QuickFacts. United States Census Bureau. Архів оригіналу за 17 лютого 2016. Процитовано 28 червня 2014.(англ.) Наведено за англійською вікіпедією.
7. ↑  American FactFinder. Бюро перепису населення США. Архів оригіналу за 29 липня 2011. Процитовано 31 січня 2008.

| США | Це незавершена стаття з географії США. Ви можете допомогти проєкту, виправивши або дописавши її. |